# Kościół Najświętszego Serca Pana Jezusa w Kątach Opolskich
Kościół Najświętszego Serca Pana Jezusa – rzymskokatolicki kościół parafialny w Kątach Opolskich. Świątynia należy do parafii Najświętszego Serca Pana Jezusa w Kątach Opolskich w dekanacie Kamień Śląski, diecezji opolskiej.

## Historia kościoła
Kościół został wybudowany w latach 1937–1939. Obsługiwany jest przez księży diecezjalnych.